# Ejike Ugboaja
Ejike Christopher Ugboaja (Kaduna, 28 maggio 1985) è un ex cestista nigeriano.

## Carriera
È stato selezionato dai Cleveland Cavaliers al secondo giro del Draft NBA 2006 (55ª scelta assoluta).
Ha giocato nel campionato polacco e nella NBDL.
Con la Nigeria ha disputato i Giochi olimpici di Londra 2012 e tre edizioni dei Campionati africani (2007, 2009, 2011).